# 津甬高速动车组列车
津甬高速动车组列车是中国铁路运行于直辖市天津市天津西站及浙江省宁波市宁波站的高速动车组列车，现每日开行1对列车，途经天津市、河北省、山东省、江苏省、安徽省、浙江省一市五省，列车客运乘务由北京局集团天津客运段担当。其中天津西站至宁波站运行6小时29分，使用车次为G441次；宁波站至天津西站运行6小时23分，使用车次为G442次。

## 历史
2013年7月1日，配合宁杭高铁、杭深铁路杭州东至宁波东段开通，原天津西~杭州G51/54次列车调整运行区段为天津西~宁波东，南京南站至宁波东站间调整经由宁杭高铁、杭深铁路运行，同时原G54次调整车次为G52次。
2013年12月28日，配合宁波站改造完毕，本对列车调整至宁波站始发终到。
2021年6月25日，配合京沪高铁运行图重排，本对列车车次调整为G441/442次。

## 使用列车
G441/442次列车使用配属于北京局集团曹庄动车运用所的CR400BF-A。

## 其他行驶天津与宁波间的过路车次
每天运行于天津与宁波间的高速列车约为3.5对。除G441/442次列车外，另外2.5对分别为G180次、G183/184次、G1222/1223、G1224/1221次。